# Hamilton H. Howze
Pour les articles homonymes, voir Howze.
Hamilton Hawkins Howze, né le 21 décembre 1908 à West Point et mort le 8 décembre 1998, est un général américain.

## Biographie
Il est le fils de Robert Lee Howze (en).
Il participe à la Seconde Guerre mondiale.
Lors de la guerre du Viêt Nam, il met au point la doctrine de l'« Air Mobile » qui prône une forte mobilité des troupes aéroportées par l'usage d'hélicoptères.